# Tee Vee Pop
Tee Vee Pop var et pige punkband, der var meget aktive på den tidlige danske punkscene fra 1980-1984.
Gruppen bestod af Xenia Foss (vokal), Tulle Sigbrand (guitar), Esle (bas) og Jette (trommer).
Bandet spillede bl.a. til Nosferatu Festival i 1982 og medvirker på Nosferatu Festival albummet med nummeret "Final". På Tee Vee Pop's 1982 single "Touching", som udkom på Irmgardz, bliver bandet back'et op af Peter Peter og Knud Odde fra punkbandet Sods, Knud Odde skrev teksten til "Tell Me".
Tee Wee Pop's koncert med bl.a. Sods og Ballet Ballet Mécanique i Rockmaskinen den 3. januar 1981, var sandsynligvis bandets debutkoncert. Deres sidste koncert var formentlig den 5. marts 1984 i Musikcafé'n, hvor cowpunk-bandet Disneyland After Dark havde deres første koncert som omvarmning for Tee Vee Pop.

## Udgivelser
- "Tee Vee Pop 1" – MC, 1981 (Irmgardz / IRMGK 503)
- "For Vor Tids" – MC, 1982 (Gry)
- "Touching" – 7” EP, 1982 (Irmgardz / Irmgs 109)

Opsamlingsalbum
- Nosferatu Festival – 12" LP Live Compilation, 1982 (Nosferatu Records / NOS1)
- The Only Years (2013)